# Hidde Heutink
Hidde Derek Heutink (Oldenzaal, 1 juli 1993) is een Nederlands politicus. Hij is sinds 6 december 2023 lid van de Tweede Kamer der Staten-Generaal namens de Partij voor de Vrijheid (PVV). Daarnaast is hij sinds 22 maart 2022 lid van de gemeenteraad van Enschede. Hij leidt de verkiezingscampagne van de PVV voor de Tweede Kamerverkiezingen van 2025.

## Biografie
Voor zijn politieke werkzaamheden werkte Heutink in de ICT-branche. Hij volgde de opleiding ICT-beheer aan het ROC van Twente.
In 2017 werd Heutink lid van de Provinciale Staten van Overijssel als opvolger van Edgar Mulder. Ook was hij in 2018 korte tijd lid van de gemeenteraad van Almelo. Sinds 16 maart 2022 is Heutink fractievoorzitter van de PVV-fractie in Enschede. Ook was hij van oktober 2021 tot december 2023 beleidsmedewerker van de PVV-fractie in de Tweede Kamer der Staten-Generaal.
Heutink stond voor de verkiezingen voor de Tweede Kamer van 22 november 2023 op de 36e plek van de PVV-kandidatenlijst. Bij deze verkiezingen behaalde de PVV 37 zetels en was Heutink verkozen. Hij bleef naast zijn Kamerlidmaatschap ook lid van de gemeenteraad van Enschede.
Op 12 juni 2025 werd hij benoemd tot campagneleider van de PVV voor de aankomende Tweede Kamerverkiezingen van 2025.